# エトロ

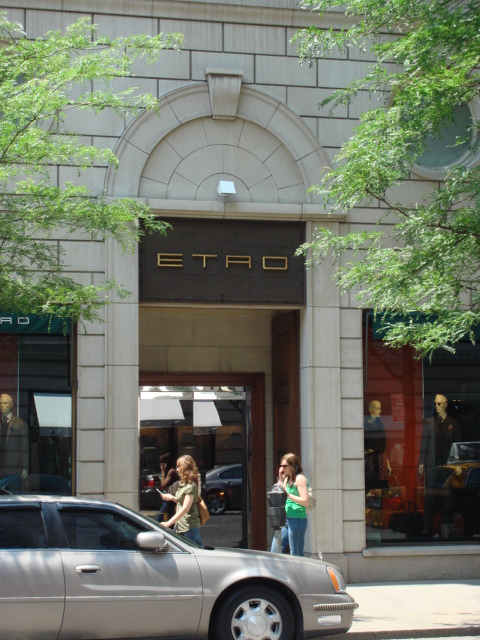
ニューヨーク、マディソン・アベニューのエトロ

エトロ（Etro）は、イタリアのアパレル会社および、そのファッションブランド。
ミラノに本社を置く。アパレルの他、インテリアや香水も販売している。
1968年にジンモ・エトロ（Gimmo Etro）が創業。
半世紀以上に渡り家族経営を続けていたが、2021年にLVMH系投資会社エル・キャタルトン（英語:  L Catterton）に買収された。
現在は、創業者の次男キーン・エトロ(Kean Etro)と長女ヴェロニカ・エトロ(Veronica Etro)がデザインを担当している。

## 沿革
- 1968年、ジンモ・エトロ（Gimmo Etro）がエトロ社（ETRO）を創業。
- 1981年、ペイズリー柄のカーテン、家具、生地を発売。この頃より商品に「ETRO」ブランドを使用。
- 1984年、ペイズリー柄のバッグを発売。
- 1996年、ミラノで初のウィメンズコレクションを発表。
- 1997年、次男キーン・エトロがクリエイティブディレクターを務めたコレクションをメンズ、ウィメンズとも発表する。
- 2000年、長女ヴェロニカ・エトロがウィメンズのチーフデザイナーとなる。現在は同コレクションのクリエイティブディレクター。
- 2021年、過半数株式を約650億円でLVMH系投資会社によって買収された。しかし、エトロ社が保有する不動産や直営店舗の一部は取引の対象外となった。[1]。

## 公式サイト
- エトロ公式サイト（イタリア語、英語、日本語、中国語、韓国語）